# Людвинівка (Бучанський район)
Людви́нівка — село Макарівської селищної громади Бучанського району Київської області. Розташоване за 15 км від центру громади та за 50 км від обласного центру. Найближча залізнична станція — Фастів, за 25 км.
Площа населеного пункту становить 1378 га, кількість дворів — 342.
Кількість населення — 418 осіб.

## Географія
Селом протікає річка Фоса, у яку на південному заході від села впадає річка Крутий Місток.

## Символіка
У 1901 році за півтори версти від Людвинівки на правом бережу річки Руді при розкопках був знайдений кремнієвий ніж-пила завдовжки 17 см і шириною 3-5 см. Це свідчить про те, що на території Людвинівки були поселення ще в час бронзової доби. Кремнієві ножі, аналогічні до знайденого зображено на гербі села.

## Назва
У 1815 р. Людвіг Шимановський, який був одружений з однією із Харлінських та мав великий маєток, увіковічив своє ім'я, назвавши південну частину Фасової Людвинівкою.
Село розташоване на підвищенні, а за селом протікала річка Фоса, на якій в давнину, зі слів старожилів, ходили пароплавні судна. З часом річка занеслася мулом і стала невеликою.

## Історія
У складі Російської імперії село Людвинівка адміністративно входило до Макарівської волості Київського повіту Київської губернії.
До подій початку XX століття жителі села займалися сільським господарством. Половина населення ходила на заробітки до поміщиків у сусідні села, наприклад до Копилова.
На краю села був цегельний завод, нині залишилося тільки місце, яке серед місцевого населення звалося «Цегельня».
Терентій Архипович Вовченко, Яків Сидорович Шевчук, Петро Гаврилович Кухельний напередодні й під час революції 1905—1907 рр. поширювали листівки, закликали до повалення царя, за що й були заарештовані. Мали місце виступи селян проти поміщика.
У 1919 р. в село ввірвалася армія Денікіна, яка не щадила сільське населення.
Після встановлення радянської влади в одному з приміщень маєтку пана Людвіга була відкрита початкова школа, яка проіснувала до 1973 р. Був гарний парк з бузковою алею та гойдалками. Сидоренко Марія Семенівна була останнім керівником та вчителем початкової школи на три класи в селі. З часом у Людвинівці побудували приміщення, де розташували сільський клуб та бібліотеку, які функціонують і нині.
За часів колективізації в селі був створений колгосп «40 років Жовтня». Напрям діяльності — вирощування льону, зернових та тваринництво.
У 1920 р. за добре виконання продрозверстки Людвинівка була занесена на районну Дошку Пошани.
Під час Голодомору 1932—1933 рр. у Фасовій та Людвинівці померли близько 100 осіб.
У 1942 р. в Людвинівку зайшли німці. За роки війни з ратного поля не повернулися 76 мешканців села. У 1943 р. 6 листопада село було звільнено від німецько-нацистських окупантів. У селі два пам'ятники: героям війни та загиблим на фронтах односельцям.
Вже у 1944 р. своєю працею колгоспники надавали велику допомогу Радянській Армії, здавали гроші у Фонд оборони. У 1944 р. створено колгосп ім. Малюнкова, який у 1951 р. приєднано до фасівського колгоспу ім. Тараса Шевченка.
У 1956 р. провели електрифікацію та радіофікацію в селі. У 1957 р. відкрито фельдшерсько-акушерський пункт, зведено Будинок культури на 70 місць.
У 1973 р. колгосп знову приєднано до фасівського господарства ім. Горького. Головою колгоспу був Михайло Устимович Герчень, потім — Леонтій Миколайович Заїнчнівський. У 1975 р. колгосп мав 4000 га землі. Село Людвинівка до 1986 р. відносилося до Фасівської сільської ради.
У 1992 р. на території села Людвинівка створено ПСП «Людвинівське», яке орендує в місцевого населення до 400 земельних паїв. Займається підприємство вирощуванням сільськогосподарських культур, розведенням великої рогатої худоби.
Нині на території села діють два ФАПи, дитячий садок; здано в оренду не діюче приміщення лазні під виробництво; функціонують чотири торгові точки.
З 2003 р. сільську раду очолює Суліма Тетяна Миколаївна.

## Тернопільське
У 1986 р. до Людвинівки евакуйовані 450 жителів Чапаєва, Городчан, хутора Коцюбинський Чорнобильського району. В цьому ж році для них збудовано поселення Тернопільське, дитячий садок, магазин, другий фельдшерсько-акушерський пункт та лазню, яка на сьогодні не працює.
Назва поселення походить від назви міста Тернопіль, звідки приїхали будівельники. Саме тому вулиці названі на честь районів Тернопільської області: Густинська, Лановецька, Тернопільська. Збудовано все це за короткий термін — за півтора місяця.
При в'їзді в село встановлена меморіальна дошка на знак створення села.
З серпня 1986 р. на території села функціонувала Чапаєвська сільська рада. За рішенням сходки села від 12.06.1988 р. і сесії сільської ради від 20.06.1988 р. Чапаєвська сільська рада народних депутатів була перейменована в Людвинівську, с. Тернопільське увійшло до її складу.

## Відомі люди
У селі мешкають почесні ветерани праці, які своїми силами піднімали сільське господарство: Ушатенко Оксана Сергіївна, Дмитренко Іван Михайлович, Отрощенко Оксана Климівна, Хижняк Григорій Макарович, Кухельна Ольга Кузьмівна та інші.
У селі народився відомий україно-американський художник Луї Лозовик.